# Elfogadom a kihívást (Így jártam anyátokkal)
Az Elfogadom a kihívást az Így jártam anyátokkal című televízió-sorozat hatodik évadának huszonnegyedik, évadzáró epizódja. Eredetileg 2011. május 16-án vetítették, míg Magyarországon 2011. október 10-én.
Ebben az epizódban Robin és Barney ismét közel kerülnek egymáshoz, miközben Tedet próbálják megakadályozni, nehogy hülyeséget csináljon. Marshall és Lily teljesen pánikba esnek, hogy ételmérgezést kaptak, és Marshallra egy fontos állásinterjú is vár.

## Cselekmény
Marshall nem érzi jól magát, ezért Lily elhatározza, hogy felvidítja azzal, hogy hoz a kedvenc leveséből. De nem sokkal azután, hogy ő is evett belőle, rosszul lesz és hányni kezd. Kétségbeesetten próbálja meg utolérni Marshallt, hogy ne egyen belőle, még haza is rohan emiatt... de addigra Marshall már a harmadik tányérral eszik belőle. Ez igen rossz hír, mert Marshall épp állásinterjúra készül egy környezetvédelmi joggal foglalkozó cégnél, és az időzített bomba máris elkezd ketyegni a testében. Felkészül a legrosszabbra, és ezért különféle védőeszközöket is beszerez. Az interjú során nagyon kell tűrtőztetnie magát, hogy ne hányjon, mert válogatott gusztustalanságokat kell néznie. A végén aztán nem bírja tovább, közli, hogy hamarosan sugárban fog belőle dőlni minden, és elrohan. Csalódottan és elkeseredetten amiatt, hogy a 2011-es év tragikusan alakult eddig a számára, úgy dönt otthon, hogy ledől egy kicsit, míg be nem következik a tragédia. Aztán átalussza az éjszakát, és másnap reggel Lily ébreszti. Kiderül, hogy amit ételmérgezésnek gondoltak, az valójában Lily reggeli rosszulléte, ugyanis gyermeket vár...
Eközben Barney és Ted azon versengenek, hogy melyikük nyomhatja meg az Arcadian Szállót leromboló nagy piros gombot. Tednél közben bezavar egy apró tényező: el kellene döntenie kétfajta villanykörte közül, hogy melyiket használják az épületben. Képtelen dönteni, és ez megzavarja őt, mert ötvenezer ilyet fognak majd becsavarni, és tart tőle, hogy nem jót választ. Közben váratlanul belebotlik Zoeyba, akit először meghív egy kávéra, majd hirtelen arról beszélnek, hogy de jó lenne újra összejönni. Megbeszélik, hogy ott találkoznak majd újra, ahol először randiztak, és egy orchideát visz majd Ted, épp mint akkor. Amikor ezt megtudja Robin és Barney, meg akarják akadályozni, hogy Ted hülyeséget csináljon: szokása ugyanis, hogy amikor furcsa döntési helyzetekbe kerül, felmelegíti a kapcsolatát valamelyik exével. Így hát utánarohannak, és hiába érkeznek fél órával később, Ted még nem választotta ki a tökéletes virágot. Az utolsó pillanatban megállítják őt és lebeszélik arról, hogy összejöjjön Zoeyval. Ted megkér egy idős hölgyet, hogy vigye be neki a virágot, de tévedésből egy másik lánynak adja oda – akiről Jövőbeli Ted azzal tréfálkozik a gyerekeknek, hogy ő az anyjuk.
Amikor a gomb megnyomására kerülne a sor, Barney átadja a lehetőséget Tednek, és azt mondja, azért, mert Ted megérdemli. A kalandok során Barney és Robin újra közel kerültek egymáshoz, de nem történik köztük semmi, mert az utcán váratlanul találkoznak Norával. Barney bocsánatot kér tőle, Nora elfogadja azt, és megbeszélnek egy randit. Miközben Barney megdicséri Norát, mert ő azt hitte, hogy már késő van nyári ruhát felvenni, Robin vágyakozva néz Barney felé – láthatóan vannak ki nem mondott érzései.
A záró jelenet visszaugrás arra az esküvőre, amit még az évad elején mutattak be. Ted a tanú, akit hívat a vőlegény. A vőlegény pedig nem más, mint Barney, aki megkérdezi Tedtől, hogy jó-e az a nyakkendő, amit visel.

## Kontinuitás
- Jövőbeli Ted "A pulykával tömött pocak" című rész után ismét azzal tréfálkozik a gyerekeivel, hogy így találkozott az anyjukkal.
- A nők, akikkel Ted újra összejött: Natalie ("Az ing visszatér"), Karen ("A terasz"), és majdnem Robin, de ő élből elutasította.
- Robin és Barney visszaemlékeznek a "Rossz passzban" című epizódban történt szakításukra.
- Ted idegességében leszedi a sör címkéjét, mint a "Nagy napok" című epizódban.
- Megtudhattuk, hogy az esküvő, amelyen Ted találkozik leendő feleségével, Barney esküvője volt.
- Barney a nyári ruhákkal kapcsolatos elméletét a "Nagy napok" című részben adta elő.
- Marshallpót ismét felbukkan a jelenetben, amikor Marshall visszajön az állásinterjúról.
- Lily "beszél diszpécserül", azaz érti a hangosbemondók torz hangját ("A nagy verseny")
- Barney azt mondja most, hogy "Csak egy szabályom van: az új mindig jobb!". Amikor Ted rámutat, hogy mindig váltogatja a szabályait, azt mondja, hogy ez a legrégebbi, tehát ez a legjobb. A "Romboló építész" című részben bukkant fel először "az új mindig jobb" szabály, és a "Szívzűrök" című epizódban Ted egyszer már megmondta neki, hogy folyton váltogatja azt az egyetlen szabályt.

## Jövőbeli visszautalások
- Marshall és Lily gyereke "A mágus kódexe" című epizódban születik meg. A "Katasztrófa elhárítva" című epizódból kiderül, hogy 2011 augusztusában fogant, amikor az egész csapat Barneynál volt az Irene hurrikán elől menekülve. Ez az epizód eseményei előtt 1 hónappal volt.
- A "Gary Blauman" című részből kiderül, hogy Zoey tovább folytatta a különféle célokért való kiállást, és egyszer megtámadta egy sas, amit épp meg akart védeni.

## Érdekességek
- Ted a bárban hagyta a telefonját, és később mégis felhívja Lilyt.
- Mielőtt Ted odaadná az orchideát az idős hölgynek, az egyik autó fényezésén visszatükröződik a jelenetet felvevő stáb képe.
- Nem stimmel az időintervallum, amíg Ted és Karen újra együtt jártak. Az epizód szerint ez újabb 9 hónap volt. Karen a "Bocs, tesó" című részben költözött New Yorkba, és akkor jöttek össze, lévén Ted is már az itteni lakásából telefonált. A következő epizódban ("A terasz") már szakítottak is, ami egyértelműen nem volt 9 hónap.
- Marshall egy Velociraptor üvöltéséhez hasonlítja Lily hányását.
- Az epizód eseményei nem a vetítéssel egy időben, hanem 2011 szeptemberében történnek.

## Vendégszereplők
- Jennifer Morrison – Zoey
- Bob Odenkirk – Arthur Hobbs
- Nazanin Boniadi – Nora
- Marshall Manesh – Ranjit
- Chi McBride – Rod
- Dave Foley – Mr. Bloom

## Zene
- George Harrison – Ballad of Sir Frankie Crisp (Let it Roll)